# Ixora paraopaca
Ixora paraopaca är en måreväxtart som beskrevs av W.Ko. Ixora paraopaca ingår i släktet Ixora och familjen måreväxter. Inga underarter finns listade i Catalogue of Life.